# Peter Rudolf
Peter Rudolf (* 1958) ist ein deutscher Politikwissenschaftler, seit 1988 Mitarbeiter der Stiftung Wissenschaft und Politik (SWP).

## Leben
Nach dem Studium der Politikwissenschaft und der katholischen Theologie an der Universität Mainz promovierte er 1989 in Politikwissenschaft in Frankfurt am Main. Er war Congressional Fellow der American Political Science Association (APSA) in Washington D.C., wissenschaftlicher Mitarbeiter der Hessischen Stiftung Friedens- und Konfliktforschung (HSFK) in Frankfurt sowie Research Fellow am Center for Science and International Affairs der Universität Harvard.
Rudolf wurde im Jahr 2000 an der Universität Augsburg habilitiert. Von 2003 bis 2006 war er einer der Vorsitzenden der Sektion Internationale Politik der Deutschen Vereinigung für politische Wissenschaft. Er publiziert über US-amerikanische und deutsche Außenpolitik, die transatlantischen Beziehungen, ethische Gesichtspunkte, Rüstungskontrolle und andere internationale Sicherheitsfragen.
Nach umfänglichen Publikationen zu den amerikanisch-chinesischen Beziehungen erschien im Frühjahr 2024 sein aktuelles Buch zum amerikanisch-chinesischen Konflikt unter dem Titel Konfrontationskurs.

## Publikationen (Auswahl)
- Konfrontationskurs. Der amerikanisch-chinesische Weltkonflikt. Herder, Freiburg 2024, ISBN 978-3-451-39947-3.
- Welt im Alarmzustand. Die Wiederkehr nuklearer Abschreckung. Dietz, Bonn 2022, ISBN 978-3-8012-0640-6.
- Das „neue“ Amerika. Außenpolitik unter Barack Obama. Suhrkamp, Berlin 2010, ISBN 978-3-518-12596-0.
- Imperiale Illusionen. Amerikanische Außenpolitik unter Präsident George W. Bush. Nomos, Baden-Baden 2007, ISBN 978-3-8329-2928-2.
- Amerikanische Seemachtpolitik und maritime Rüstungskontrolle unter Carter und Reagan. Campus, Frankfurt am Main/New York 1990, ISBN 978-3-593-34257-3 (zugleich Dissertationsschrift, Universität Frankfurt 1988).